# Mitrospingidae
Mitrospingidae (лат.) — семейство птиц из отряда воробьинообразных. Птицы среднего размера в основном окрашены в приглушённых серых, оливковых и коричневых тонах. Представители семейства обитают в тропических лесах на Карибском побережье Центральной Америки, а также в северных районах Южной Америки. Питаются фруктами и насекомыми, для чего собираются в небольшие стаи. Небольшое чашеобразное гнездо может быть подвешено или располагаться на толстой горизонтальной ветке. В строительстве гнезда и выкармливании птенцов принимает участие несколько взрослых птиц.
Семейство было выделено в начале XXI века на основе исследований более 200 видов воробьинообразных птиц с девятью маховыми перьями, обитающих в Америке. Международный союз орнитологов относит к семейству Mitrospingidae три рода, два из которых — Orthogonys и Lamprospiza — являются монотипическими, а в род Mitrospingus включают два вида — темнолицую тростниковую танагру (Mitrospingus cassinii) и оливковоспинную тростниковую танагру (Mitrospingus oleagineus).

## Описание
Птицы среднего размера с телом длиной 18—19 см у всех представителей семейства. Голова маленькая или средняя.

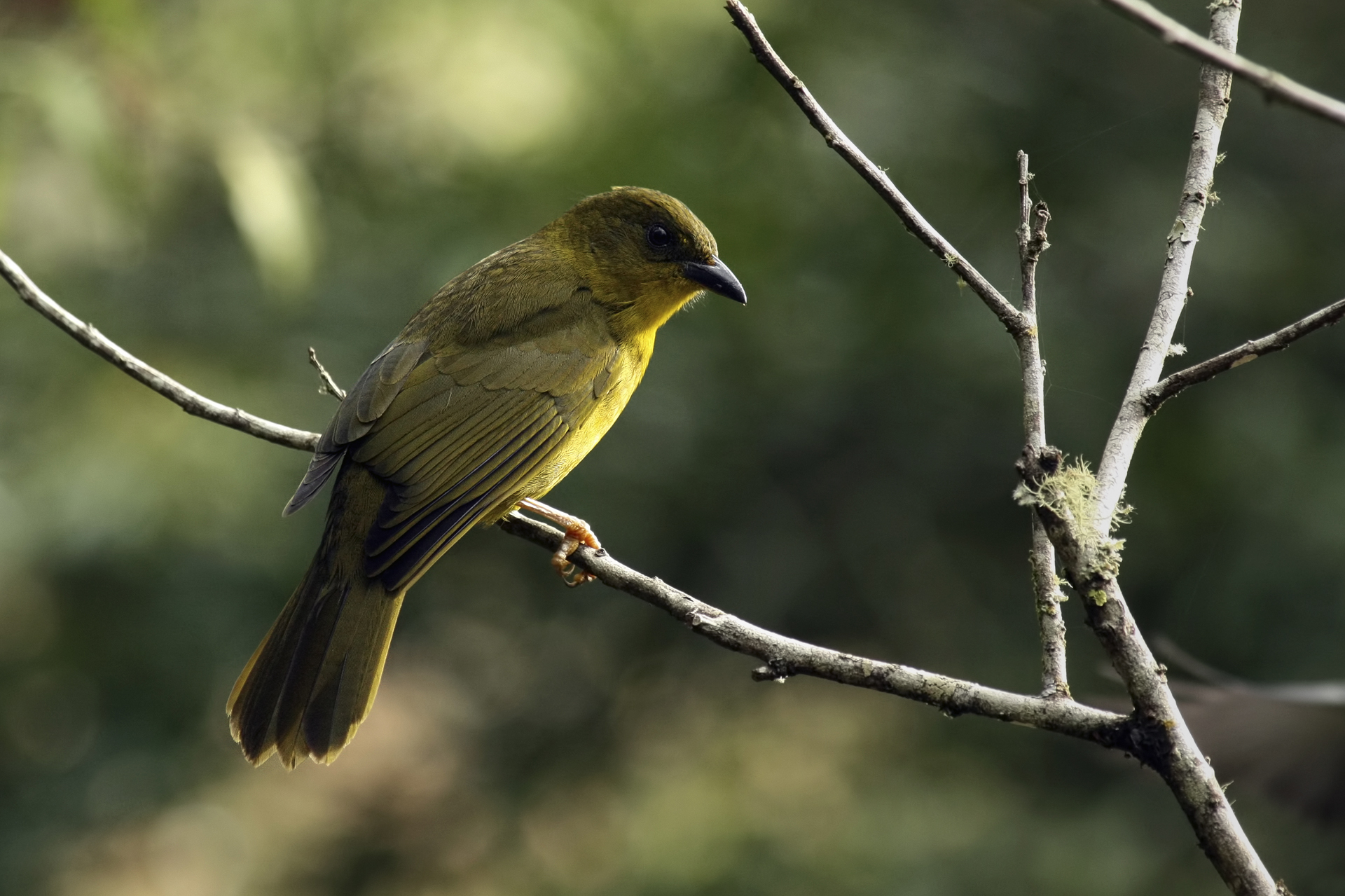
Зелёный ортогонис

Три из четырёх видов окрашены в приглушённых серых, оливковых и коричневых тонах. У темнолицей тростниковой танагры (Mitrospingus cassinii) оперение голубовато-серое сверху и оливково-жёлтое снизу с ярким горчично-жёлтым пятном на затылке. У оливковоспинной тростниковой танагры (Mitrospingus oleagineus) — тёмно-оливковое сверху и оливково-жёлтое снизу. У зелёного ортогониса (Orthogonys chloricterus) — оливково-зелёное сверху и желтоватое снизу. Чёрно-пегая танагра (Lamprospiza melanoleuca), напротив, имеет яркое чёрно-белое оперение. Тростниковые танагры выделяются маской на лице — чёрной у темнолицей тростниковой танагры и свинцово-серой у оливковоспинной. Крылья короткие или средние, с девятью первостепенными маховыми перьями, хвост средней длины. Половой диморфизм выражен слабо. Самка чёрно-пегой танагры отличается от самца серым оперением затылка, спины, кроющих перьев крыла и надхвостья.
У чёрно-пегой танагры ярко-красный массивный клюв средней длины, у других видов клюв чёрный и более тонкий. Длина клюва тростниковых танагр почти достигает размеров головы. Радужка глаза темнолицей тростниковой танагры бледно-серая, заметно выделяется по сравнению с другими родственными видами.
Во время кормления могут издавать серии резких звуковых сигналов. Описывая вокализацию темнолицей тростниковой танагры, исследователь Скатч отметил, что «если эти птицы издают позывки более мелодичные, чем их грубый звуковой сигнал, то за два сезона в сельве, где они довольно многочисленны, я не смог услышать их» (англ. «If these tanagers have notes more melodious than their harsh calls, in two seasons at La Selva, where they were fairly abundant, I failed to hear them»).

## Распространение
Представители семейства обитают в Центральной и Южной Америке. Живут в тропических лесах на морском побережье или в предгорьях.
В густых кустарниках и вдоль ручьёв на Карибском побережье в южной части Центральной Америки и в предгорьях Анд на северо-западе Южной Америки обитает темнолицая тростниковая танагра. Её ареал не пересекается с ареалом оливковоспинной тростниковой танагры, которая предпочитает влажные леса на склонах гор и тепуи в Венесуэле, Гайане и Бразилии. Чёрно-пегая танагра обитает на востоке и юго-востоке Перу, на севере Боливии, в центральной части и на востоке Бразилии, в Гайане, Суринаме и во Французской Гвиане. Она предпочитает реликтовые незатопляемые леса «terra firme». Ареал зелёного ортогониса ограничивается влажными горными лесами на юго-востоке Бразилии.
Международный союз охраны природы относит всех представителей семейства к видам, вызывающим наименьшие опасения (LC). Чёрно-пегие танагры в силу своих больших кормовых территорий встречаются довольно редко. Темнолицые тростниковые ареала распространены на большей части своего ареала. Оливковоспинные тростниковые танагры обитают на слабо заселённых территориях, которые практически не подвергаются андропогенному воздействию. Естественная среда обитания зелёного ортогониса за пределами природоохранных зон разрушена, ареал вида лоскутный.

## Питание

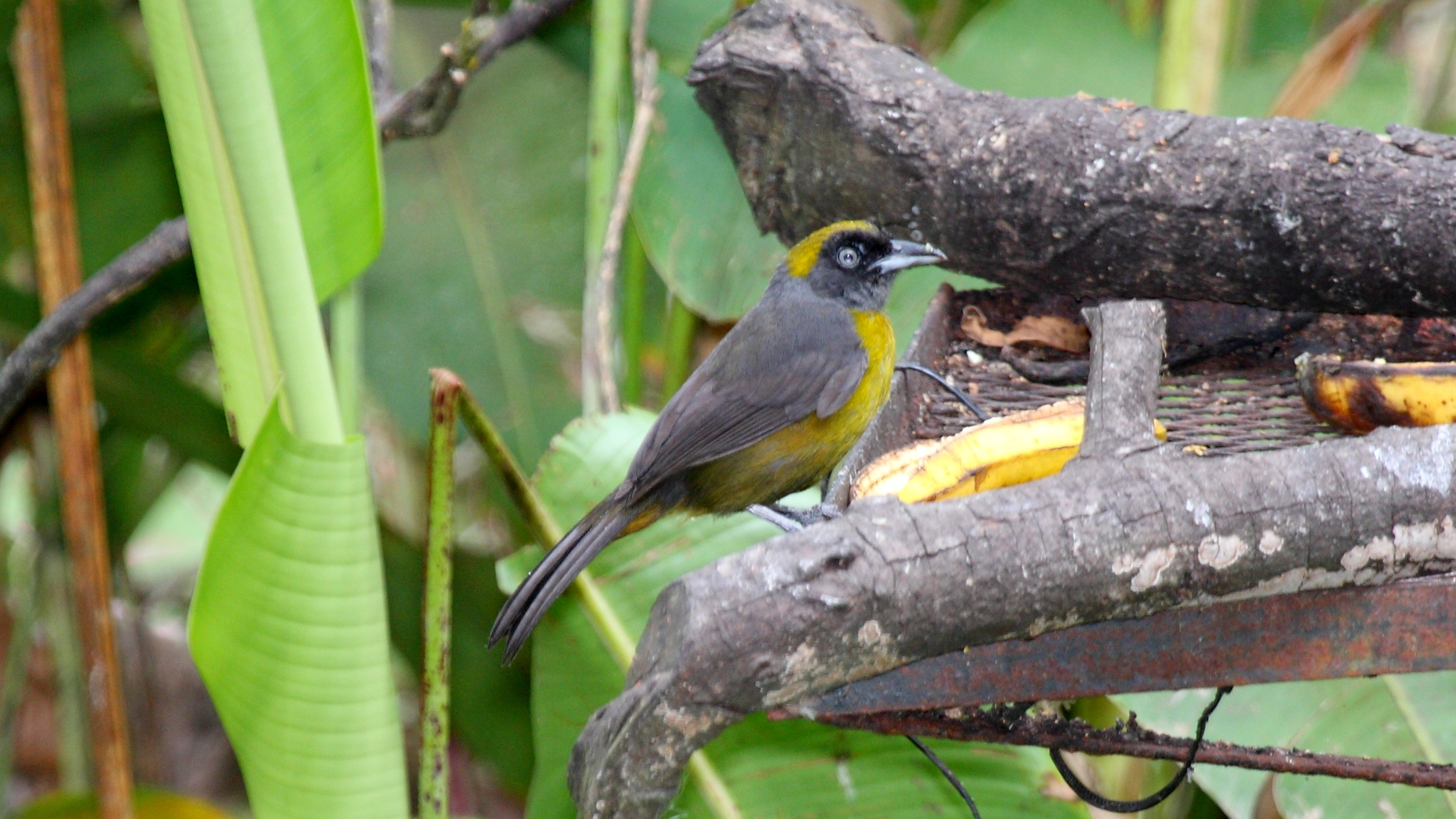
Темнолицая тростниковая танагра на кормушке

Все Mitrospingidae питаются насекомыми и фруктами, состав последних довольно разнообразен.
Тростниковые танагры добывают корм в подлеске, нижнем и среднем ярусах леса, роются в мёртвых листьях, снимают пищу с веток. Зелёные ортогонисы добывают пищу в среднем или верхнем ярусе леса. Чёрно-пегие танагры собирают корм высоко на деревьях, устраиваясь на толстой ветке и исследуя с боков ветки, расположенные ниже. Могут прыгать с ветки на ветку высоко в кроне дерева, захватывая насекомых в полёте.
Представители семейства предпочитают добывать корм в стаях, перемещаясь в группах на большие расстояния. Некоторые виды, такие как оливковоспинные тростниковые танагры, чёрно-пегие танагры, зелёные ортогонисы, собираются в смешанные стаи, в то время как темнолицые тростниковые танагры, по-видимому, не смешиваются. В смешанной стае их наблюдали только один раз. Чёрно-пегие танагры могут кормиться на очень большой территории, они надолго покидают стаю и кормятся в одиночку.

## Размножение

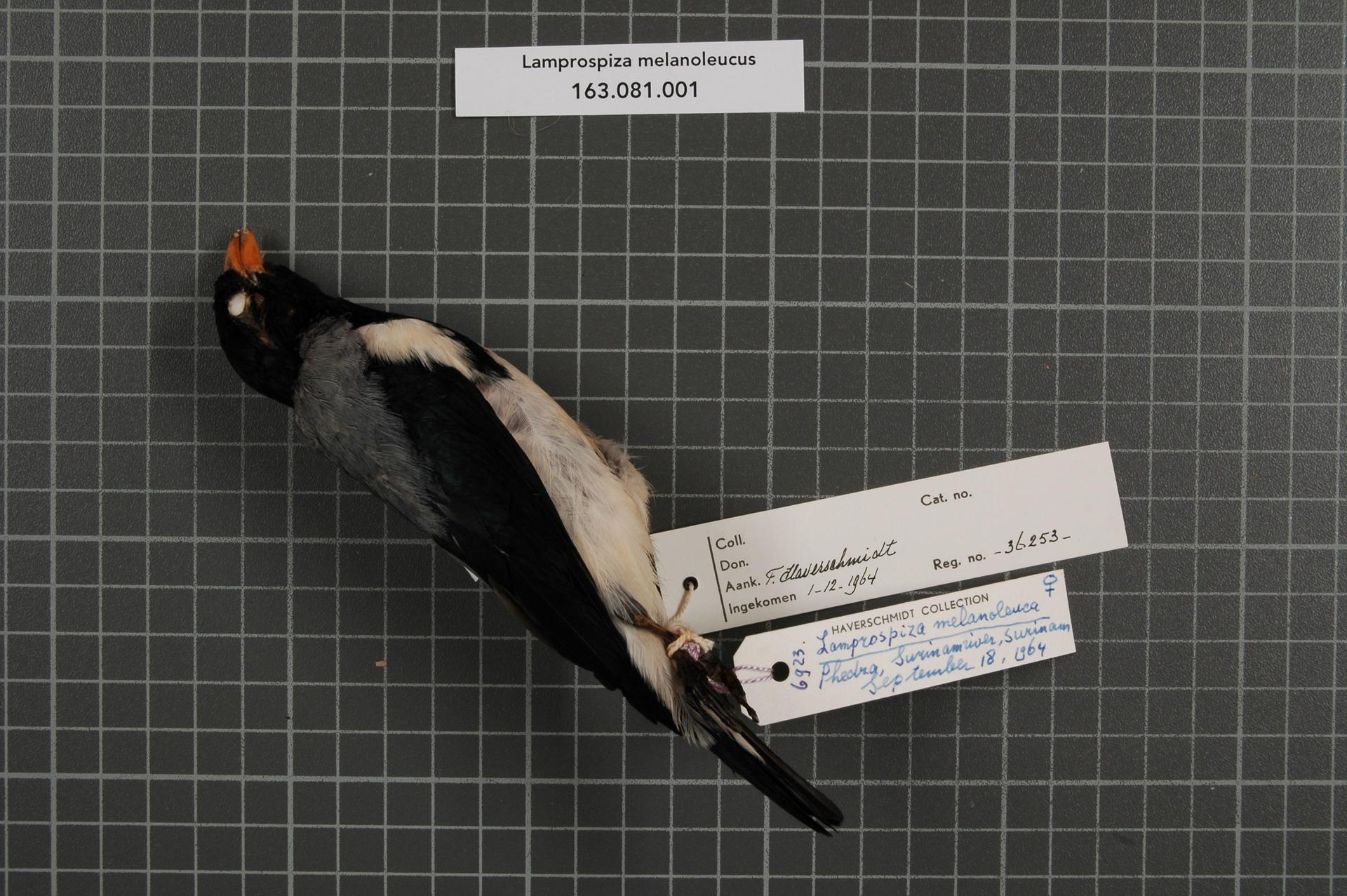
Самка чёрно-белой танагры в музее Натуралис

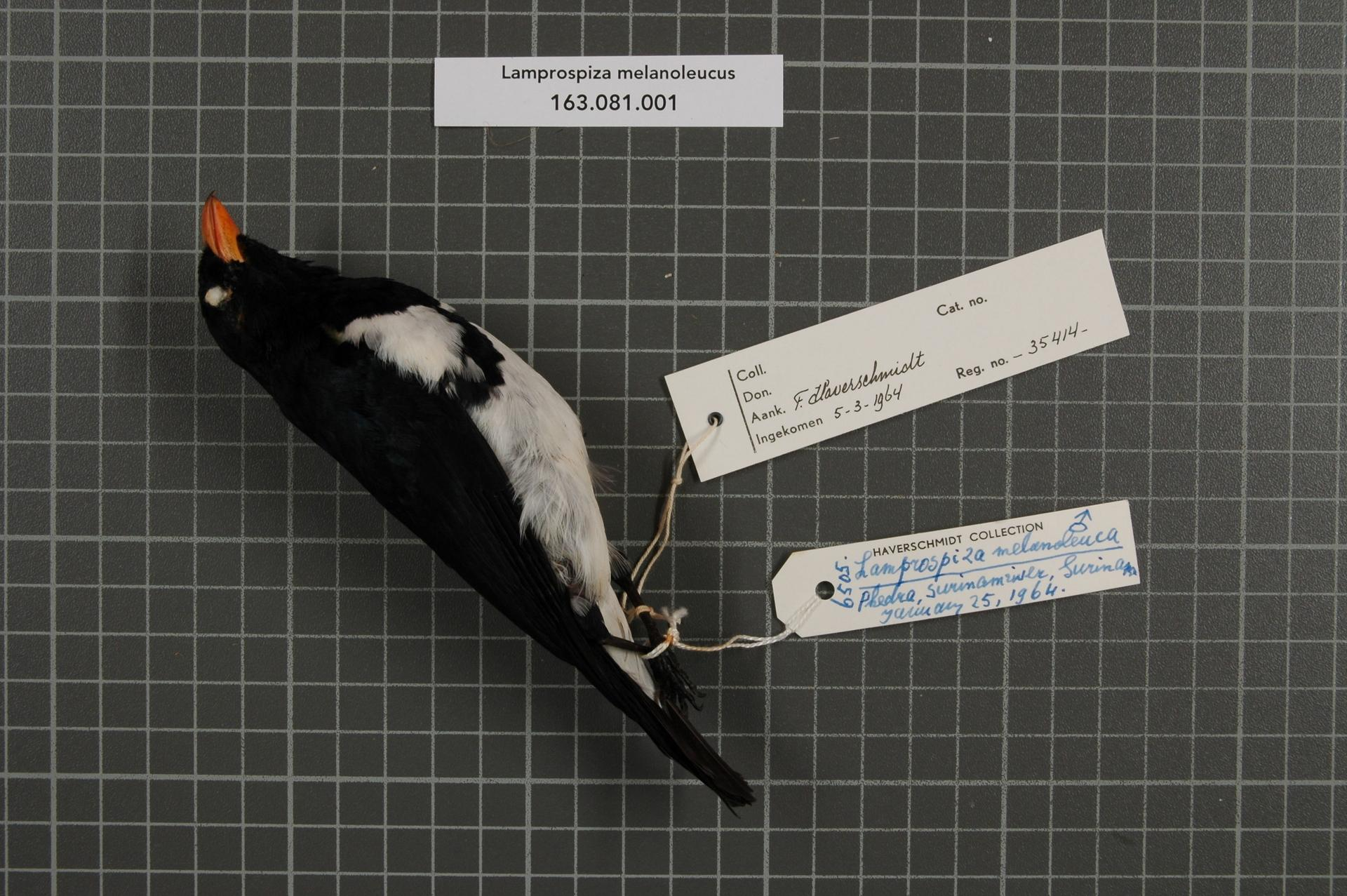
Самец чёрно-белой танагры в музее Натуралис

Информация о размножении представителей семейства крайне скудная. Наиболее изученной является темнолицая тростниковая танагра, некоторые особенности размножения которой описал Александр Фрэнк Скатч в 1972 году, который наблюдал кормление птенцов в гнезде, а после того как они вылетели из него, смог исследовать и само гнездо. В 2017 году Томас Наскименто де Мело (Tomaz Nascimento de Melo) и Рената да Сильва Ксавье (Renata da Silva Xavier) описали строительство гнезда чёрно-пегой танагры и откладывание яйца, при этом и яйцо, и гнездо в скором времени пропали.
Расположение гнезда и используемые для постройки материалы различаются у разных видов Mitrospingidae. Темнолицая тростниковая танагра строит открытое чашеобразное гнездо и подвешивает его между двумя вертикальными ветками на высоте 1,5—3 м от земли. Известное гнездо чёрно-пегой танагры было построено на широкой горизонтальной ветке на высоте 28 м. При строительстве гнёзд оба вида применяли фрагменты грибов, при этом темнолицая тростниковая танагра также использовала соцветия и корешки (в основном — длинные нитевидные соцветия растений рода Myriocarpa), а чёрно-пегая танагра — паутину и лишайники. Мело и Ксавье особенно отметили, что, согласно описанию Скатча, лишайники не использовались темнолицей тростниковой танагрой. В ноябре был зафиксирован зелёный ортогонис, который нёс к бромелиевым на крупном дереве материал для гнезда. Строительство гнезда чёрно-пегой танагры продолжалось по меньшей мере с 7 по 28 января.
По-видимому, представители семейства практикуют кооперативное размножение. По наблюдениям Мело и Ксавье, в строительстве гнезда чёрно-пегой танагры принимало участие три взрослые птицы, вместе с тем во время исследования темнолицей тростниковой танагры только одна взрослая птица осуществляла строительство. Скатч отметил, что около гнезда с птенцами находилось семь взрослых темнолицых тростниковых танагр, и по меньшей мере три из них занимались кормлением, взрослые птицы приносили пищу несколько раз с очень коротким интервалом, позволив учёному предположить, что это были разные птицы. Кооперативное размножение часто встречается у птиц, традиционно относящихся к танагровым, — настоящих (Tangara), черноухих (Neothraupis), белопоясничных (Cypsnagra) танагр, хабий (Habia).
По-видимому, самки откладывают одно или два яйца. По наблюдениям Скатча, в гнезде темнолицей тростниковой танагры находилось два птенца, а в 2017 году было отмечено только одно яйцо чёрно-пегой танагры до того, как гнездо исчезло (предположительно, из-за обезьян или других птиц). Несмотря на разнообразие рациона взрослых птиц, они кормят птенцов исключительно насекомыми.

## Систематика
Птиц с девятью маховыми перьями учёные объединяют в надсемейство Passeroidea. Впервые подобное разделение было сделано Робертом Джеем Райковым (Robert Jay Raikow) в 1978 году. К этому надсемейству, в частности, относят семейства кардиналовых (Cardinalidae), овсянковых (Emberizidae), трупиаловых (Icteridae), древесницевых (Parulidae) и танагровых (Thraupidae), обитающие в Новом Свете. Эта группа включает около 8 % всех существующих видов птиц, 15 % воробьинообразных и 17 % птиц Нового Света. В некоторых работах их объединяют в надсемейство Emberizoideae, или кладу Emberizinae, или семейство Emberizoideae, рассматривая указанные выше группы как подсемейства. Роды Mitrospingus, Orthogonys и Lamprospiza традиционно относили к семейству танагровых. Согласно исследованиям Кевина Бёрнса (Kevin J. Burns) 1997 года, на филогенетическом дереве чёрно-пегая танагра и темнолицая тростниковая танагра были расположены непосредственно рядом друг с другом, однако располагались в глубине общего дерева танагровых.
В 2007 году в исследованиях Джона Клики (John Klicka) и других было показано, что тростниковые танагры и некоторые другие таксоны находятся на филогенетическом дереве вдали от тех групп, к которым их традиционно относят. Кит Баркер (F. Keith Barker) и другие в 2013 году опубликовали результаты молекулярных исследований около 200 видов птиц из надсемейства Emberizoideae. Построенное ими филогенетическое дерево подтвердило монофилию пяти основных семейств, но также определило несколько дополнительных клад или обособленных групп, многие из которых после работ Баркера 2013 и 2015 годов были выделены в отдельные семейства или подтвердили свой статус. В частности, подорожников (Calcarius) и пуночек (Plectrophenax), обитающих в Северной Америке, Международный союз орнитологов выделил в семейство подорожниковых (Calcariidae); танагр-кео (Rhodinocichla), обитающих в Центральной и Южной Америке, — в монотипическое семейство Rhodinocichlidae; крапивниковых дроздов (Zeledonia), обитающих в горных лесах Центральной Америки, — в монотипическое семейство Zeledoniidae. Многочисленные эндемики островов Карибского моря были разделены следующим образом: багамские танагры (Spindalis) выделены в монотипическое семейство Spindalidae, пуэрто-риканские танагры (Nesospingus) — в монотипическое семейство Nesospingidae, пальмовые танагры (Phaenicophilus), белокрылые ксенолигии (Xenoligea), земляные певуны (Microligea) — в семейство Phaenicophilidae (ранее оно включало только пальмовых танагр), трясогузковые певуны (Teretistris) — в монотипическое семейство Teretistridae, корнихоны (Calyptophilus) — в семейство Calyptophilidae. Тростниковые танагры (Mitrospingus), зелёные ортогонисы (Orthogonys) и чёрно-пегие танагры (Lamprospiza) на основании этой работы были выделены в семейство Mitrospingidae. Исследователи полагают, что представители этого семейства произошли от общего предка темнолицей тростниковой танагры (Mitrospingus cassinii) и чёрно-пегой танагры (Lamprospiza melanoleuca). В работе было также показано сестринское отношение этого семейства к кладе танагровых (Thraupidae) и кардиналовых (Cardinalidae).
Международный союз орнитологов относит к семейству Mitrospingidae три рода с четырьмя видами:
| Виды                                     | Виды                                 | Виды        | Виды                                                    | Виды                                                             |
| Научное название                         | Русское название                     | Изображение | Описание                                                | Распространение                                                  |
| ---------------------------------------- | ------------------------------------ | ----------- | ------------------------------------------------------- | ---------------------------------------------------------------- |
| Mitrospingus cassinii (Lawrence, 1861)   | Темнолицая тростниковая танагра      |             | Общая длина — 18—18,5 см, масса — 32—41 г, два подвида. | Обитает в Центральной и Южной Америке от Коста-Рики до Эквадора. |
| Mitrospingus oleagineus (Salvin, 1886)   | Оливковоспинная тростниковая танагра |             | Общая длина — 19 см, масса — 35,5—46 г, два подвида.    | Обитает в Южной Америке.                                         |
| Orthogonys chloricterus (Vieillot, 1819) | Зелёный ортогонис                    |             | Общая длина — 18—19 см.                                 | Обитает на юго-востоке Бразилии.                                 |
| Lamprospiza melanoleuca (Vieillot, 1817) | Чёрно-пегая танагра                  |             | Общая длина — 18—19 см.                                 | Обитает в бассейне реки Амазонки.                                |